# گوجی‌بری

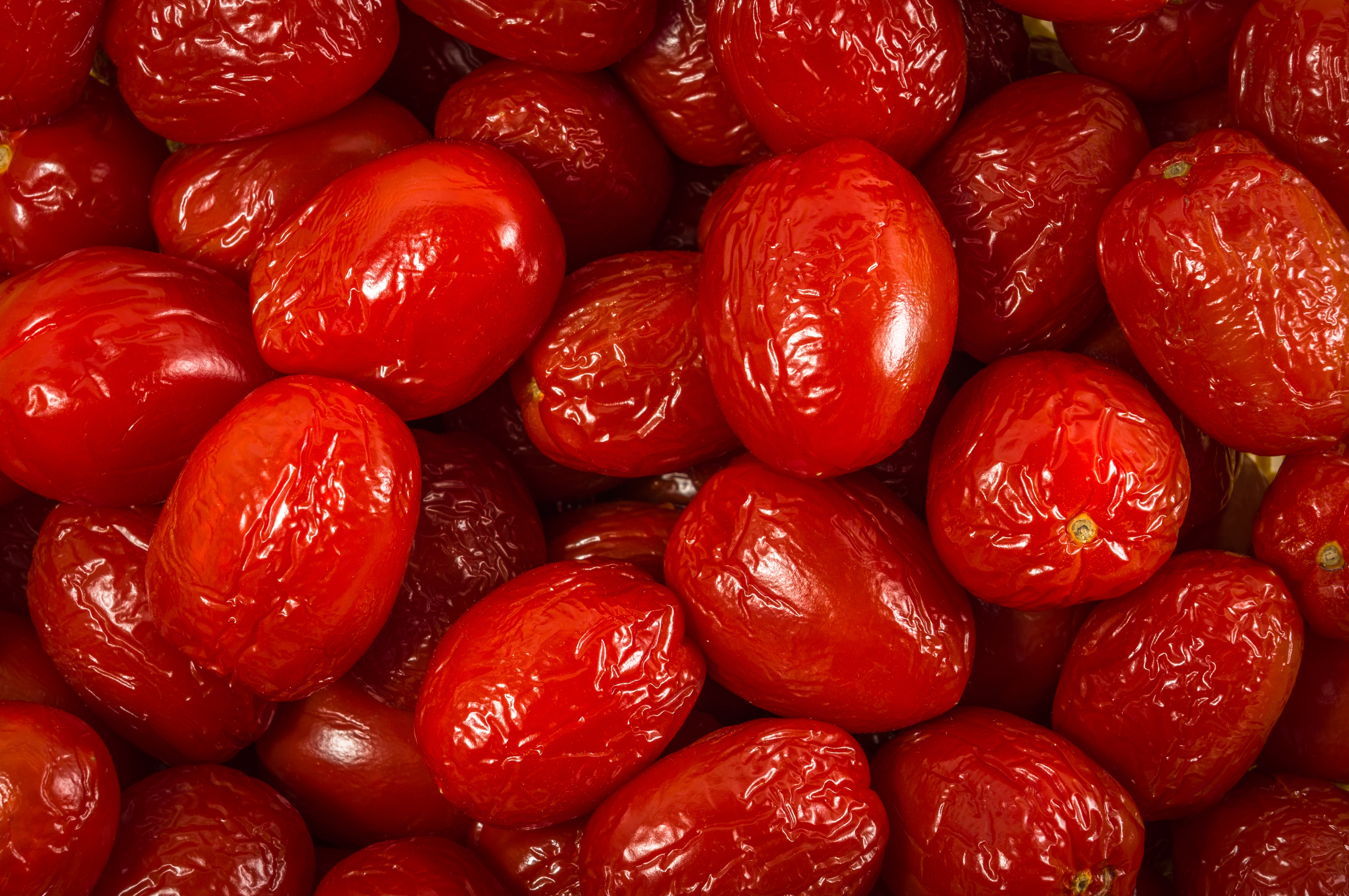
گوجی‌بری

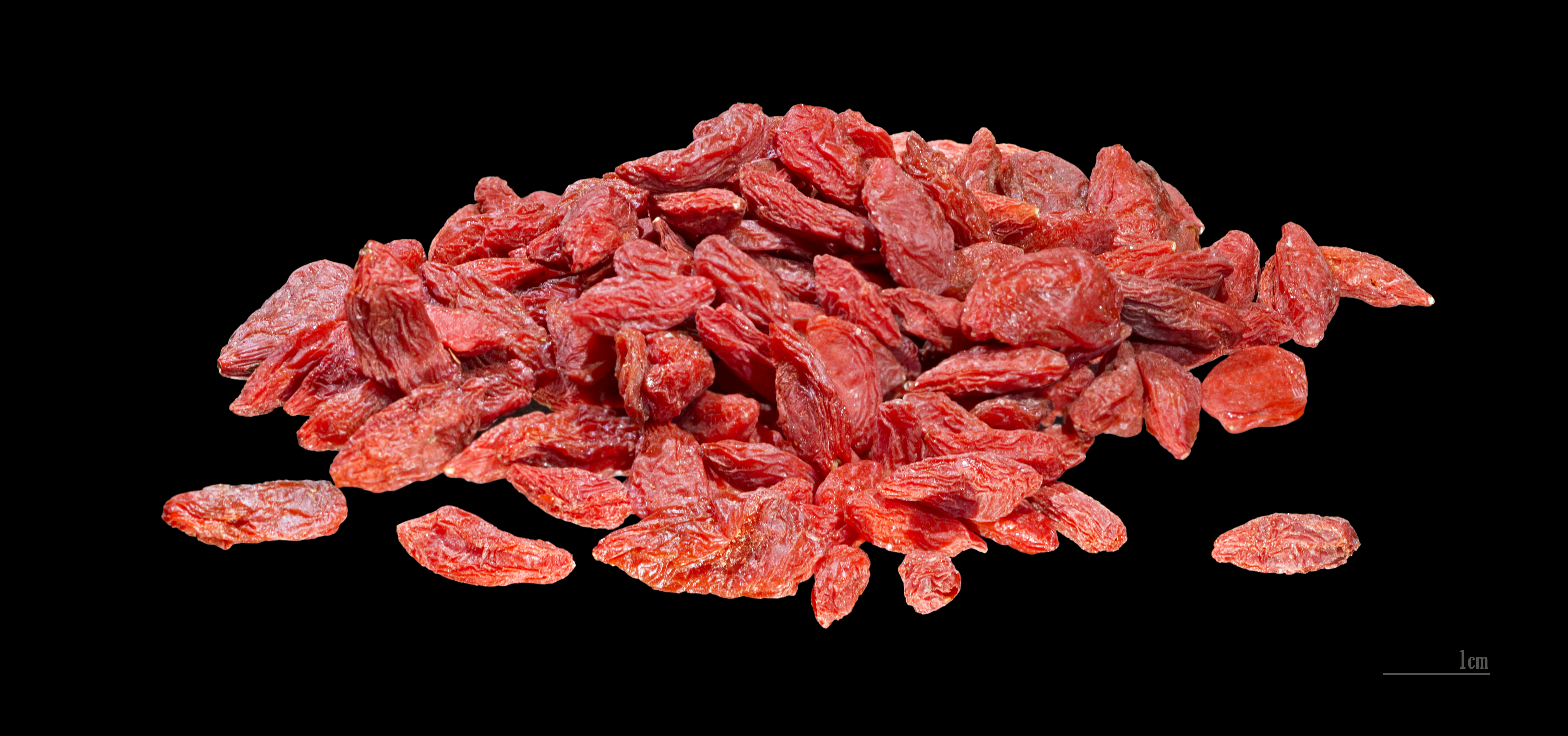
گوجی‌بری خشک شده

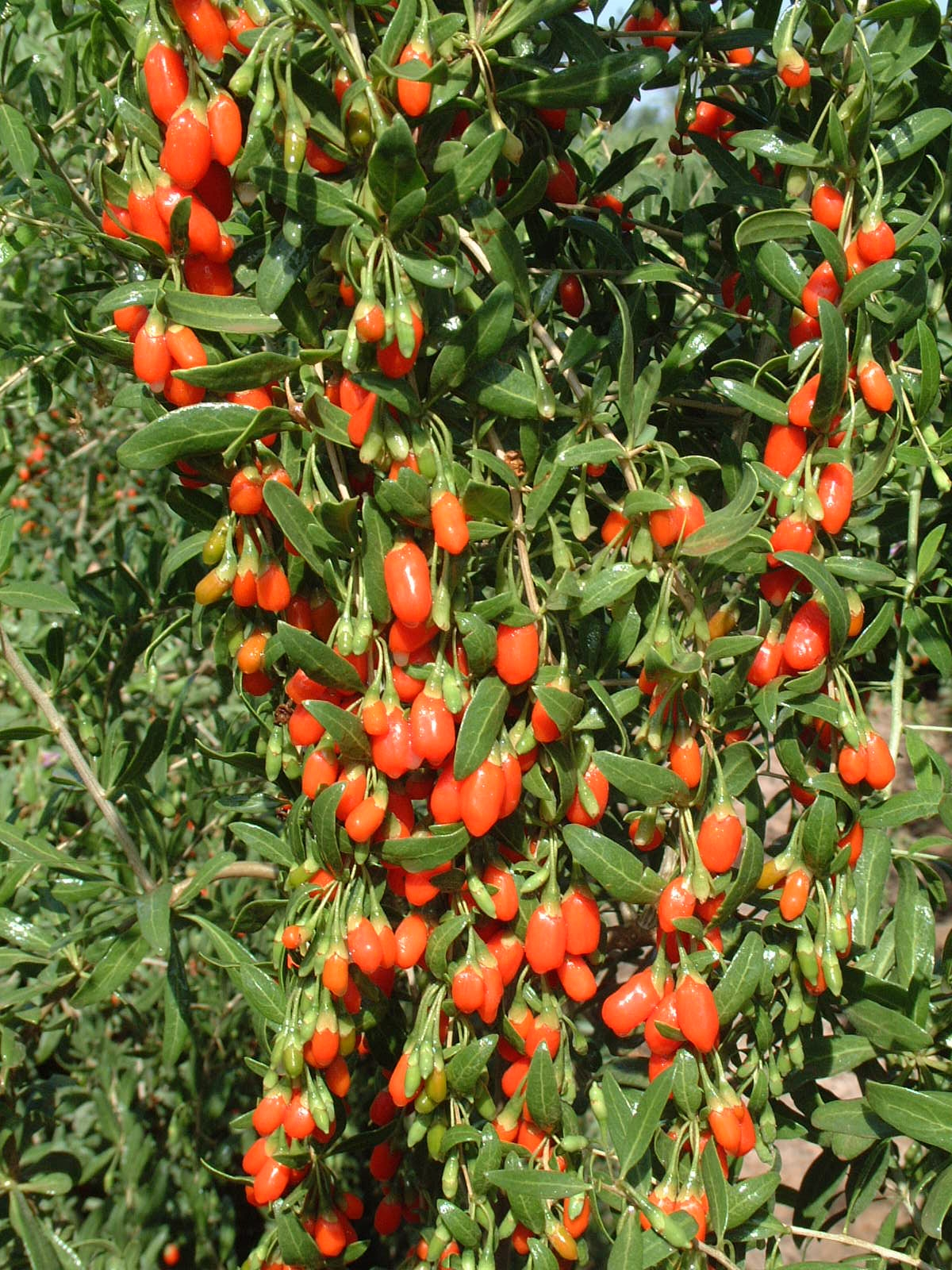
میوه گوجی‌بری بر روی گیاه

گوجی‌بری نام میوه‌ای از دو گونه نزدیک به هم دیوخار Lycium barbarum و لیسیوم چینی Lycium chinense است.
گوجی‌بری از بهترین چربی‌سوزهای طبیعی است که می‌تواند وزن انسان را کاهش دهد. گفته می‌شود گوجی‌بری در پیشگیری بیماری سرطان مفید است. بالاترین غلظت آنتی‌اکسیدان در برگ گوجی‌بری وجود دارد که به عنوان چای و دمنوش استفاده می‌شود و دارای ارزش دارویی بالایی است. این میوه از غنی‌ترین منابع غذایی در بین میوه‌ها از جمله خانواده تمشک‌ها است. گوجی‌بری طعم شیرینی دارد و خشک شده آن مانند کشمش است. این میوه به صورت تازه، خشکبار، آب‌میوه و عصاره مصرف می‌شود. علاوه بر میوه، برگ‌های این گیاه هم به عنوان دمنوش مورد استفاده قرار می‌گیرد. تنظیم قندخون از جمله برای افراد دیابتی، تأمین ۱۸۰ درصد از ویتامین آ مورد نیاز روزانه و جلوگیری از بیماری چشم دژنراسیون ماکولا، منبع سرشار آهن و اسیدفولیک (۱۵ برابر اسفناج)، حاوی ۲۱ ماده معدنی از جمله روی، کلسیم، ژرمانیوم، سلیوم و فسفر از جمله خواص میوه و دمنوش گیاه گوجی‌بری است. این میوه کمیاب و گران‌بها در سال‌های گذشته در کشورهای غربی شناخته شده‌است و در حال ورود به بازار بازرگانی اروپا و آمریکا به نام یکی از با ارزش‌ترین گیاهان دارویی و اکسیر جوانی و تندرستی است. این گیاه به تازگی وارد ایران شده و در استان مازندران در حال کشت است. همچنین این گیاه برای اولین بار در غرب کشور در آذربایجان شرقی در شهرستان هشترود در سطح گلخانه‌ای کشت شده‌است و اکنون در مرحله بهره‌برداری است. میوه خام این گیاه به دلیل ماندگاری پایین و کشت پایین در ایران بسیار کمیاب می‌باشد. همچنین واریته اف۱ آن که در ایران کشت شده‌است به دلیل پایه بودن واریته آن نزدیک‌ترین واریته به گونه وحشی آن بوده و به همین دلیل دارای خواص بسیار بهتری نسبت به گونه‌های اصلاح شده و تجاری سازی شده آن که در کشورهایی چون ترکیه و چین کشت می‌شود و دارای ظاهری بهتر و دانه‌های درشت‌تری هستند می‌باشد. به همین دلیل محصولات ایران قیمت نسبتاً بالاتری در مقایسه با گونه‌های تجاری آن دارد.